# 金廷瑞
金廷瑞（1477年—？），字信夫，號一亭，浙江杭州府錢塘縣人，民籍，明朝政治人物。

## 生平
正德八年（1513年）癸酉科浙江鄉試第五十名舉人。正德十二年（1517年）中式丁丑科會試第一百三十五名，登第二甲第九十三名進士。工部观政，授泰州知州，升工部员外郎，晋郎中，擢光禄寺少卿，回籍。

## 家族
曾祖金賢；祖父金鏞；父金廣，母孔氏。慈侍下。兄金廷珮。